# Bydgoskie Zakłady Elektromechaniczne „Belma”
Bydgoskie Zakłady Elektromechaniczne „Belma” S.A. – przedsiębiorstwo przemysłu elektromaszynowego i zbrojeniowego zlokalizowane w Bydgoszczy (Fabryka Sygnałów Kolejowych 1898-1954), od 1954 roku w Białych Błotach koło Bydgoszczy.

## Produkty
Przedsiębiorstwo zajmuje się przede wszystkim produkcją specjalną w zakresie min przeciwpancernych, zapalników, miotaczy min oraz wykrywaczy min. Produkcja cywilna obejmuje m.in.: aparaty elektryczne dla górnictwa i przemysłu chemicznego, urządzenia przeciwwybuchowe oraz świadczy usługi z zakresu obróbki metali i przetwórstwa tworzyw dla przemysłu (obróbcze, galwaniczne, pomiarowe). Wśród aparatury elektrycznej w wykonaniu przeciwwybuchowym produkowane są m.in. sprzęgła i złącza, przyciski sterujące do zdalnego sterowania urządzeniami elektrycznymi, skrzynki rozgałęźne, łączniki ręczne i stycznikowe, wyłączniki krańcowe, rozdzielacze elektropneumatyczne itp. Wiele z tych urządzeń jest efektem własnych, nowatorskich rozwiązań konstrukcyjnych, chronionych patentami.
Przedsiębiorstwo posiada m.in. certyfikaty: ISO 9001:2009 oraz AQAP 2110:2009 Wojskowej Akademii Technicznej i Zakładu Systemów Jakości i Zarządzania.

## Historia

### Okres pruski
Początki przedsiębiorstwa sięgają 1868 roku, kiedy Carl Fiebrandt założył warsztat ślusarski w Bydgoszczy przy ulicy Dworcowej 11. Początkowo zajmował się naprawą i wyrobem maszyn rolniczych, a od lat 70. XIX w. przede wszystkim produkcją urządzeń zabezpieczających ruch kolejowy. W 1875 warsztat przeniesiono na przedmieście Okole na ul. Grunwaldzką 3, gdzie przekształcił się w fabrykę, która w 1898 stała się spółką z ograniczoną odpowiedzialnością. Jednym z akcjonariuszy była niemiecka firma Siemens und Halske. Do 1901 kierownictwo spoczywało w rękach Carla Fiebrandta, a później zakładem kierowali rządowi rady budowlani: Baum i Bothe. Dzięki licencjom, wytwarzano urządzenia nastawcze, blokady liniowe dla kolei państwowych na teren całego Cesarstwa Niemieckiego. Było to pierwsze w Bydgoszczy duże przedsiębiorstwo elektrotechniczne, powiązane z przemysłem maszynowym, zatrudniające ok. 150 osób.

### Dwudziestolecie międzywojenne
W okresie międzywojennym fabryka oparta była na kapitale niemieckim. W 1923 została wykupiona przez Polskie Zakłady Siemens w Warszawie, będąc początkowo jedynym producentem urządzeń sygnalizacyjnych i ochronnych, zaspokajając pod tym względem całkowicie potrzeby polskiego kolejnictwa. W swojej produkcji opierała się w dużej mierze na licencjach dwóch firm: Siemensa oraz Vereinigte Eisenbahn-Signalwerke z Berlina. Od 11 stycznia 1924 wyroby firmy prezentowane były na Stałym Pokazie Wzorów i Wynalazków przy Izbie Przemysłowo-Handlowej w Bydgoszczy.
W latach 1924–1925 z inicjatywy Ministerstwa Komunikacji fabrykę znacznie rozbudowano i zaopatrzono w najnowsze maszyny. W latach 20. zakład zatrudniał ok. 500 robotników i 100 urzędników. Dopiero wielki kryzys drastycznie wpłynął na ograniczenie produkcji i zatrudnienia. W 1929 z powodu minimalnych ilości produktów wykonywanych na zamówienie PKP, zwolniono 222 pracowników. Dodatkowo w 1932 Ministerstwo Komunikacji ze względu na niemiecki charakter przedsiębiorstwa, pozbawiło go państwowych zamówień kolejowych. W tej sytuacji moce produkcyjne fabryki były wykorzystywane tylko w 10%. W latach 1935–1937 władze rządowe godziły się na korzystanie z wyrobów Fabryki Sygnałów z Bydgoszczy jedynie jako poddostawcy krakowskiej Wytwórni Sygnałów Kolejowych.
W połowie 1939 49% udziałów fabryki zostało przejęte przez szwedzką firmę AGA, dostarczającą PKP m.in. samoczynną sygnalizację przejazdową w poziomie szyn, a pozostałe 51% przez polską firmę Elektra, kontrolowaną także przez AGA. Nazwę fabryki zmieniono na Bydgoskie Zakłady Przemysłowe Spółka Akcyjna. Nowa spółka rozszerzyła zakres produkcji o urządzenia służące oświetleniu lotnisk, portów i sygnalizacji ulicznych. Jako pierwsza firma w kraju prowadziła też produkcję nastawni elektrycznych. 22 czerwca 1939 Ministerstwo Komunikacji wydało decyzję o dopuszczeniu BZP do dostaw i robót na PKP, lecz wybuch wojny przerwał realizację zamówień.

### Okres okupacji niemieckiej
W okresie okupacji niemieckiej fabryka mieściła się przy ul. Grunwaldzkiej 42 i zatrudniała ok. 450 pracowników. Niemcy zdemontowali i wywieźli do Berlina i Wiednia cały dział sygnałów elektrycznych i wymienili znaczną część parku maszynowego. Realizowano zamówienia dla wojska, m.in. głowice do granatów oraz sprzęt do budowy mostów. W 1942 do Bydgoszczy przeniesiono z innej fabryki Siemensa wydział elektrycznej aparatury ognioszczelnej i przeciwwybuchowej dla górnictwa, dzięki czemu rozpoczęto produkcję przełączników elektrycznych dla kopalń i lotnisk.

### OkresPolski Ludowej
30 stycznia 1945 rozpoczęto rejestrację zgłaszających się do pracy pracowników. Do pracy przystąpiło 220 osób. Na zlecenie wojskowych władz radzieckich rozpoczęto produkcję ciągadeł do napraw mostów. W kwietniu 1945 wyposażenie zakładu jako mienie poniemieckie zostało przeznaczone do wywiezienia do ZSRR, a zakład obstawiony przez żołnierzy radzieckich. Na skutek buntu załogi (27 kwietnia) oraz usilnych interwencji władz polskich, 7 maja uzgodniono, że w fabryce pozostanie 116 maszyn, a 70 zostanie wywiezionych. Wskutek kolejnej interwencji u przedstawiciela Misji Ekonomicznej ZSRR w Warszawie, 22 maja uzyskano decyzję o pozostawieniu całego majątku zakładu. W czerwcu 1945 roku pociąg z maszynami został zawrócony z drogi do ZSRR. Fabryka ruszyła ponownie 7 czerwca, jednak część jej działów była nieczynna do października 1945. Na początku 1948 zatrudnienie w przedsiębiorstwie wynosiło 545 osób.
W fabryce, mającej status przedsiębiorstwa państwowego kontynuowano produkcję urządzeń zabezpieczenia ruchu pociągów oraz rozpoczęto produkcję na potrzeby armii, m.in. zapalników do granatów ręcznych i przeciwpancernych. W 1951 zakład wcielono do Centralnego Zarządu Wyrobów Precyzyjnych i przeznaczono głównie dla produkcji wojskowej, porzucając na rzecz zakładów w Żorach produkcję urządzeń sygnalizacyjnych dla kolejnictwa. Rozbudowę zakładu ujęto w planie sześcioletnim. W latach 1951–1954 w lesie, położonym na południe od bydgoskich Prądów, w gminie Bydgoszcz-wieś (późniejsza gmina Białe Błota) – zbudowano od podstaw filię zakładu, tzw. Bydgoską Fabrykę Wyrobów Precyzyjnych, w której prowadzono produkcję specjalną dla wojska. Po odprężeniu sytuacji międzynarodowej w 1954 roku, zamówienia wojskowe ograniczono, a zakład zmienił profil produkcji częściowo na cywilny, wytwarzając m.in. aparaturę elektryczną, przeciwwybuchową dla górnictwa i przemysłu chemicznego, kondensatory elektrolityczne oraz sygnały dźwiękowe dla przemysłu motoryzacyjnego. 16 kwietnia 1958 oba przedsiębiorstwa połączono i zmieniono nazwę na Bydgoskie Zakłady Elektromechaniczne „Belma”. W 1959 w czynie społecznym powstał przy ul. Grunwaldzkiej 50 Zakładowy Dom Kultury Belmy. W latach 60. w zakładzie pracowało ok. 1500, a w latach 70. – 2000 osób.
W latach 60. zbudowano zakładowy ośrodek wypoczynkowy w Przyjezierzu, a w latach 70. bazę wypoczynku świątecznego w Romanowie nad Zalewem Koronowskim, ośrodek wędkarski w Kadzionce oraz dwa domy wczasowe w Miłkowie koło Karpacza. Przy zakładzie działała szkoła zawodowa. Eksport aparatury przeciwwybuchowej prowadzono do krajów socjalistycznych, a także Indii i Hiszpanii
W 1974 zakłady straciły samodzielność poprzez połączenie z Pomorskimi Zakładami Aparatury Elektrycznej „Ema-Apator” w Toruniu. Podlegały wówczas pod zarząd Zjednoczenia Przemysłu Maszyn i Aparatów Elektrycznych „Ema”. W 1981 po oddzieleniu od „Apatora” przyjęły nazwę Bydgoskie Zakłady Elektro-Mechaniczne „Ema-Belma”.

### OkresRP
W 1987 rozpoczęto rozbudowę zakładu pod kątem powiększenia produkcji specjalnej dla wojska. W 1989, gdy nastąpił przełom polityczny w Polsce, inwestycja była ukończona w około 50%. Brak środków finansowych na dokończenie inwestycji, gwałtowny wzrost oprocentowania kredytów, zatory płatnicze, utrata dotychczasowych odbiorców w kraju i za granicą (ZSRR, Czechosłowacja, NRD) sprawiły, że zakład wszedł w spiralę zadłużenia. Program naprawczy obejmował redukcję zatrudnienia o połowę (z 1450 do 800 osób), redukcję wydatków socjalnych, zawieszenie składek ZUS, skoncentrowanie produkcji w jednym miejscu – przy ul. Łochowskiej, wstrzymanie inwestycji, sprzedaż części majątku (dom kultury, hotel pracowniczy, ośrodek w Przyjezierzu). W 1992 problemy finansowe zostały przezwyciężone. 25 sierpnia 1994 zakład przekształcono w jednoosobową spółkę akcyjną Skarbu Państwa, a w 1995 podpisano kontrakt z „Fiat Auto Poland” na dostawę sygnałów dźwiękowych do samochodów. W 1998 w strukturze sprzedaży po ok. 30% miały: aparatura przeciwwybuchowa i produkcja wojskowa, zaś udział eksportu w sprzedaży wynosił 25%
W 2009 roku 85% akcji Spółki zostało wniesionych do grupy Bumar, a pozostałe 15% udostępniono pracownikom. Z kolei w 2011 przedsiębiorstwo weszło w skład grupy Bumar Amunicja, jednej z czterech wyodrębnionych dywizji polskiego koncernu zbrojeniowego Bumar.

### Nazwy zakładu w przekroju historycznym
- 1892-1899 – Eisenbahn-Signal-Bauanstalt C. Fiebrandt & Co.
- 1899-1923 – Eisenbahn-Signalbau-Anstalt C. Fiebrandt & Co, Gesellschaft mit beschränkter Haftung in Schleusenau
- 1923-1939 – Bromberger Eisenbahnsignalwerk vorm Fiebrandt AG – Bydgoska Fabryka Sygnałów Kolejowych C. Fiebrandt S-ka z o.o.
- 1939-       fabryka została włączona w skład koncernu SIEMENS,
- 1943-       SIEMENS przeniósł do Bydgoszczy wydział  elektrycznej aparatury ognioszczelnej i przeciwwybuchowej dla górnictwa.
- 1948-1958 – Bydgoska Fabryka Sygnałów Kolejowych, Przedsiębiorstwo Państwowe Wyodrębnione
- 1958-1974 – Bydgoskie Zakłady Elektromechaniczne „Belma”
- 1974-1981 – oddział Pomorskich Zakładów Aparatury Elektrycznej „Ema-Apator” w Toruniu
- 1981-1994 – Bydgoskie Zakłady Elektro-Mechaniczne „Ema-Belma”
- od 1994 – Bydgoskie Zakłady Elektromechaniczne „Belma” S.A.